# 解放日 (荷蘭)

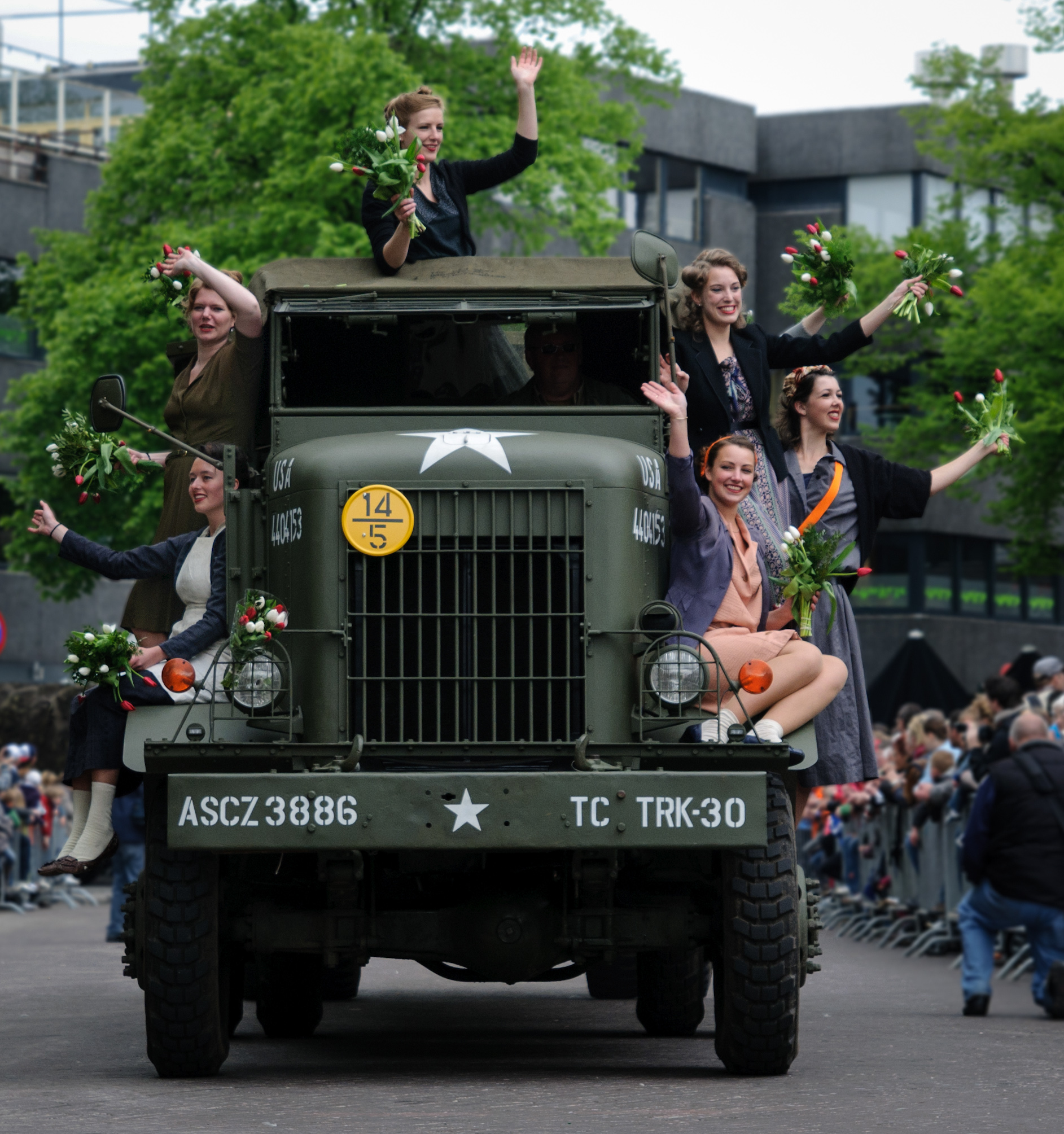
2010年恩斯赫德解放日遊行一景

解放日（荷蘭語：Bevrijdingsdag）是荷蘭的公共假日，以紀念1945年5月5日，納粹德國在第二次世界大戰期間對荷蘭占領的結束。

## 历史
1945年光復後，原為每五年慶祝一次解放日。1990年，解放日被宣佈為國定假日，每年都會紀念和慶祝光復。在荷蘭的大多數地方都會慶祝該節日，並在全國各地均有舉行退伍軍人遊行和音樂節。